# Ezerska Reka
Ezerska Reka (makedonska: Езерска Река) är ett vattendrag i Nordmakedonien. Det rinner genom kommunen Bogovinje, i den västra delen av landet, 50 kilometer väster om huvudstaden Skopje.